# تيك ناين
تيك ناين هو رابر أمريكي ولد في 8 نوفمبر 1971.

## روابط خارجية
تيك ناين على موقع IMDb (الإنجليزية)
- تيك ناين على موقع روتن توميتوز (الإنجليزية)
- تيك ناين على موقع ميوزك برينز (الإنجليزية)
- تيك ناين على موقع ميوزك برينز (الإنجليزية)
- تيك ناين على موقع رولينغ ستون (الإنجليزية)
- تيك ناين على موقع إن إن دي بي (الإنجليزية)
- تيك ناين على موقع أول ميوزيك (الإنجليزية)
- تيك ناين على موقع ديسكوغز (الإنجليزية)
- تيك ناين على موقع ديسكوغز (الإنجليزية)
- تيك ناين على موقع قاعدة بيانات الفيلم (الإنجليزية)